# Evighet (sång)
"Evighet" är den sång som var det vinnande bidraget i Melodifestivalen 2006, med text av  Thomas G:son och Carola Häggkvist och musik av Thomas G:son, Bobby Ljunggren och Henrik Wikström.
Carola framförde bidraget i Eurovision Song Contest 2006 med titeln Invincible den 18 maj i Aten och kvalade vidare till finalen 20 maj. Sveriges Television sände både semifinalen och finalen, och hade Pekka Heino som kommentator. I finalen fick bidraget tre tior, och slutade på femte plats med 170 poäng, vilket blev Sveriges bästa placering under 2000-talet, jämsides med 2001 och 2003. Detta var Carolas tredje framträdande i tävlingen, efter låten "Främling" som kom på tredje plats 1983 och "Fångad av en stormvind" som vann 1991.
Låten släpptes även på singel.
På försäljningslistorna för singlar placerade sig den svenskspråkiga versionen som högst på första plats i Sverige och på åttonde plats i Norge, medan den engelskspråkiga versionen som högst placerade sig på 29:e plats i Sverige.
Den svenskspråkiga versionen testades på Svensktoppen, och tog sig in på listan den 30 april 2006 och hamnade på femte plats, där den även hamnade de två kommande omgångarna. Sedan föll den, och sammanlagt låg melodin i sju veckor på Svensktoppen innan den åkte ur.

## Coverversioner
En cover av Tomas Andersson Wij från albumet En introduktion till Tomas Andersson Wij 2007 låg på Tracks.
I Dansbandskampen 2010 tolkades låten av Wizex (med Anna Sköld som bandets sångerska).
Två covers på afrikaans, med olika text men båda med titeln 'n Ewigheid, har gjorts av Juanita du Plessis och Hi-5.

## Låtlista

### Evighet
1. Evighet - 3:01
2. Evighet (instrumental version) - 2:59

## Medverkande
- Carola Häggkvist - sång
- Henrik Wikström - klaviatur
- Thomas G:son - klaviatur, gitarr
- Stefan Brunzell - bas
- Torbjörn Fall - gitarr
- Stefan Jonsson - gitarr

## Listplaceringar
| Lista (2006) | Position                      | Cert.          |
| ------------ | ----------------------------- | -------------- |
| Euro Top 200 | 129                           |                |
| Norge        | 8                             |                |
| Svensktoppen | 5                             | -              |
| Sverige      | 1 (Evighet) , 29 (Invincible) | Guld (Evighet) |

## Övrigt
- Då spelarna i Sveriges herrlandslag i ishockey den 22 maj 2006 firades i Kungsträdgården i Stockholm i Sverige efter att ha vunnit världsmästerskapet 2006 i Riga i Lettland uppträdde Carola Häggkvist, och framförde sången i engelskspråkig version.[11]